# ميرو (واز)
ميرو (اللاتينية: Matrius, Meruacum) هي بلدية في إقليم واز في شمال فرنسا.

## توأمة
لميرو (واز) اتفاقيات توأمة مع كل من:
- بوركن
- Izabelin, Warsaw West County [الإنجليزية]‏

## أعلام
- رشيد بوهنة
- جوفري كوفوت

## وصلات خارجية
- مجلس المدينة الموقع (بالفرنسية)